# Muharraq
Muharraq (arabiska: المحرق, al-Muharraq) är en stad i provinsen Muharraq i Bahrain. Det är den näst största staden i landet. Staden ligger på ön Muharraq. Muharraq hade 91 307 invånare vid folkräkningen 2001.